# I sette mariti di Evelyn Hugo
I sette mariti di Evelyn Hugo (The Seven Husbands of Evelyn Hugo) è un romanzo della scrittrice americana Taylor Jenkins Reid pubblicato nel 2017.

## Trama
La star di Hollywood Evelyn Hugo, icona della storia del cinema, arrivata all'età di 79 anni, racconta alla reporter Monique Grant tutti i dettagli sulla sua ascesa nel mondo del cinema, sulla sua relazione con Celia St. James, e con i suoi sette mariti.

## Accoglienza
Il romanzo ha ricevuto recensioni positive ed è stato nominato per un Goodreads Choice Award per la migliore narrativa storica del 2017.

## Adattamento
Nel 2019, Freeform e Fox 21 Television Studios hanno acquisito i diritti per lo sviluppo di un adattamento televisivo. Jennifer Beals e Ilene Chaiken dovevano produrre la serie televisiva. La stessa Reid doveva lavorare allo show come sceneggiatrice. Nel giugno 2021, Reid ha confermato in un'intervista che i diritti non erano più di proprietà di Freeform e sarebbero stati ceduti ad un'altra piattaforma.
Il 24 marzo 2022, è stato annunciato che Netflix adatterà il romanzo in un lungometraggio con Liz Tigelaar alla sceneggiatura e Margaret Chernin come produttrice esecutiva.